# 19 février dans les chemins de fer
19 janvier 19 mars
Chronologies thématiques
- Croisades
- Sports
- Disney

Cette page concerne les événements qui se sont déroulés un 19 février dans les chemins de fer.

## Événements

### XIXesiècle
- 1870 : création de la Société des chemins de fer des Bouches-du-Rhône.

### XXIesiècle
- 2002. Égypte : l'incendie d'un train de nuit omnibus au départ du Caire fait plus de 300 morts. L'incendie serait dû à une explosion de gaz provenant du restaurant du train.